# سرخس لبی بند کفشی
سرخس لبی بند کفشی (نام علمی: Myriopteris gracillima) نام یک گونه از زیرخانواده لبی‌سرخس‌واران است.